# Berenguer de Cruïlles
Berenguer van Cruïlles (vermoedelijk in Peratallada rond 1310 - Barcelona, 1362) was bisschop van Girona (Kastiliaans: Gerona) van 1348 tot 1362 en de eerste president van de Generalitat de Catalunya in Catalonië van 1359 tot 1362.

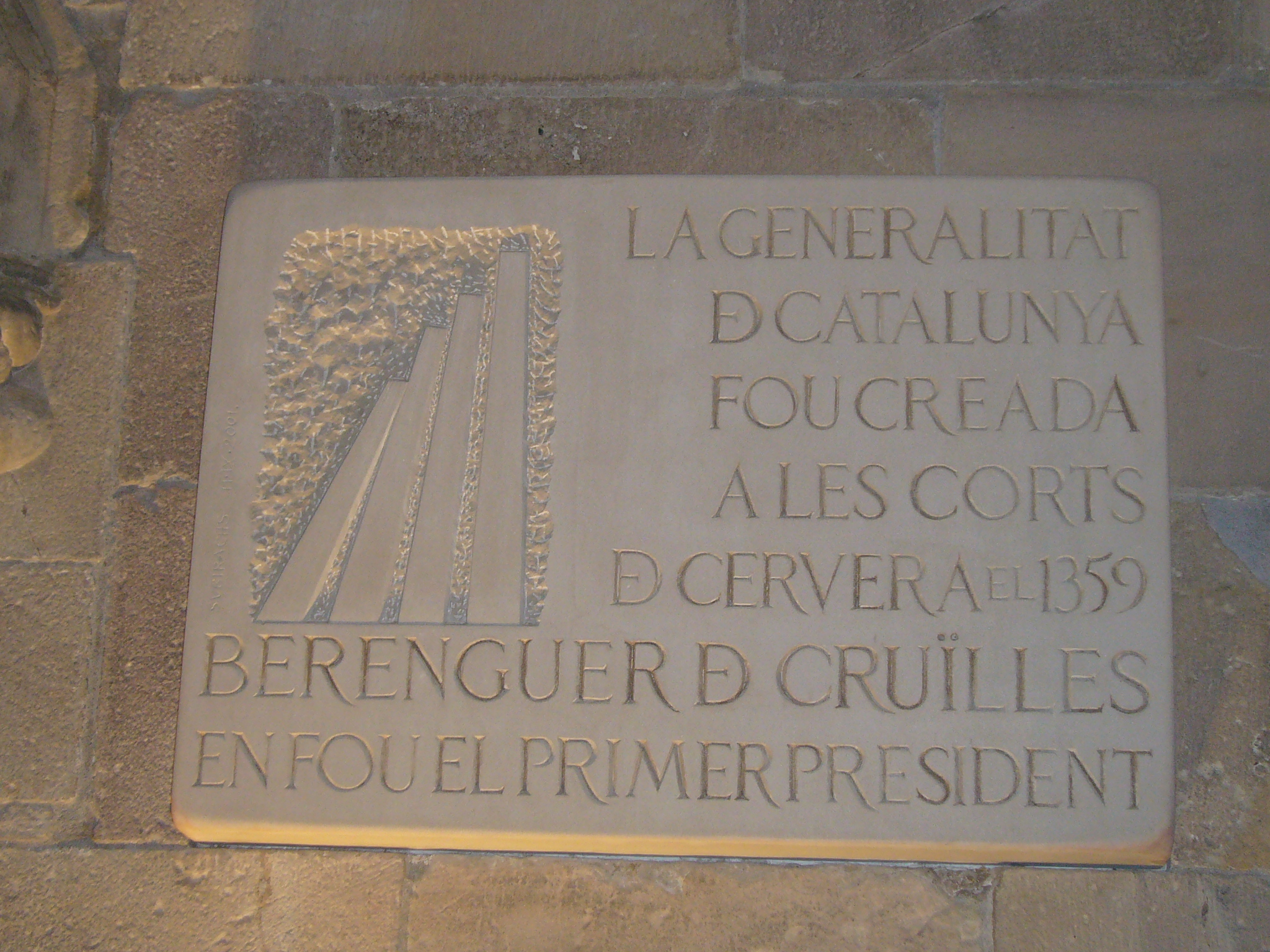
Gedenksteen in de Pati dels Tarongers van het Paleis van de Generalitat in Barcelona

Zijn vader was Bernat van Cruïlles en Peretallada. Al zeer jong was hij in 1321 als lid van de lagere clerus aan de kathedraal van Girona verbonden. Hij werd kanunnik in 1330, leider van de kapittelschool in 1336, abt van de benedictijnerabdij van Sant Feliu in 1342 en bisschop in 1342.
Hij was een verdediger van de Inquisitie en lag voortdurend in conflict met zijn feodale buur Ramon Berenguer I van Empúries, de oom van koning Peter IV van Aragón, die hij ten langen leste zou excommuniceren.
De Corts catalanes, vergelijkbaar met de Staten-Generaal van de Nederlanden, van 1359 in Cervera richtten de Generalitat op als regeringsorgaan voor het principaat Catalonië en verkozen hem tot eerste president. De Generalitat was samengesteld uit de clerus, de adel en de burgerij, met elk vier afgevaardigden.
Na zijn overlijden werd Romeu Sescomes tot zijn opvolger verkozen.